# Allen Fieldhouse
L'Allen Fieldhouse és un pavelló d'esports localitzat a Lawrence (Kansas), als Estats Units. Pertany a la Universitat de Kansas i serveix principalment per jugar els partits de bàsquet dels Kansas Jayhawks.
El pavelló fou inaugurat l'1 de març de 1955 i pot acollir fins a 16.300 persones. Fou anomenada en honor de Phog Allen, que va entrenar l'equip masculí de bàsquet durant 39 anys. La pista porta el nom de l'inventor del bàsquet, James Naismith, qui fou el primer entrenador de la història dels Jayhawks.

## Galeria

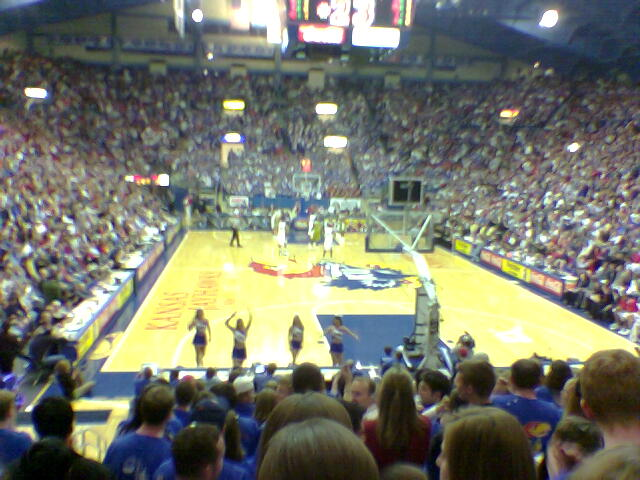